# WILS
Koordinaten: 42° 37′ 19″ N, 84° 38′ 38″ W
WILS oder WILS-AM (Branding: „Unforgettable 1320“) ist ein US-amerikanischer Hörfunksender aus Lansing im US-Bundesstaat Michigan. WILS-AM sendet im Talkradio-Format auf der Mittelwellen-Frequenz 1320 kHz. Eigentümer und Betreiber ist die The Macdonald Broadcasting Company.
Tagsüber sendet WILS-AM mit 25 kW, nachts mit 1,9 kW. Durch die vier Sendeantennen kann eine direktionale Versorgung des Sengebietes sichergestellt werden.